# هفت واژه کثیف

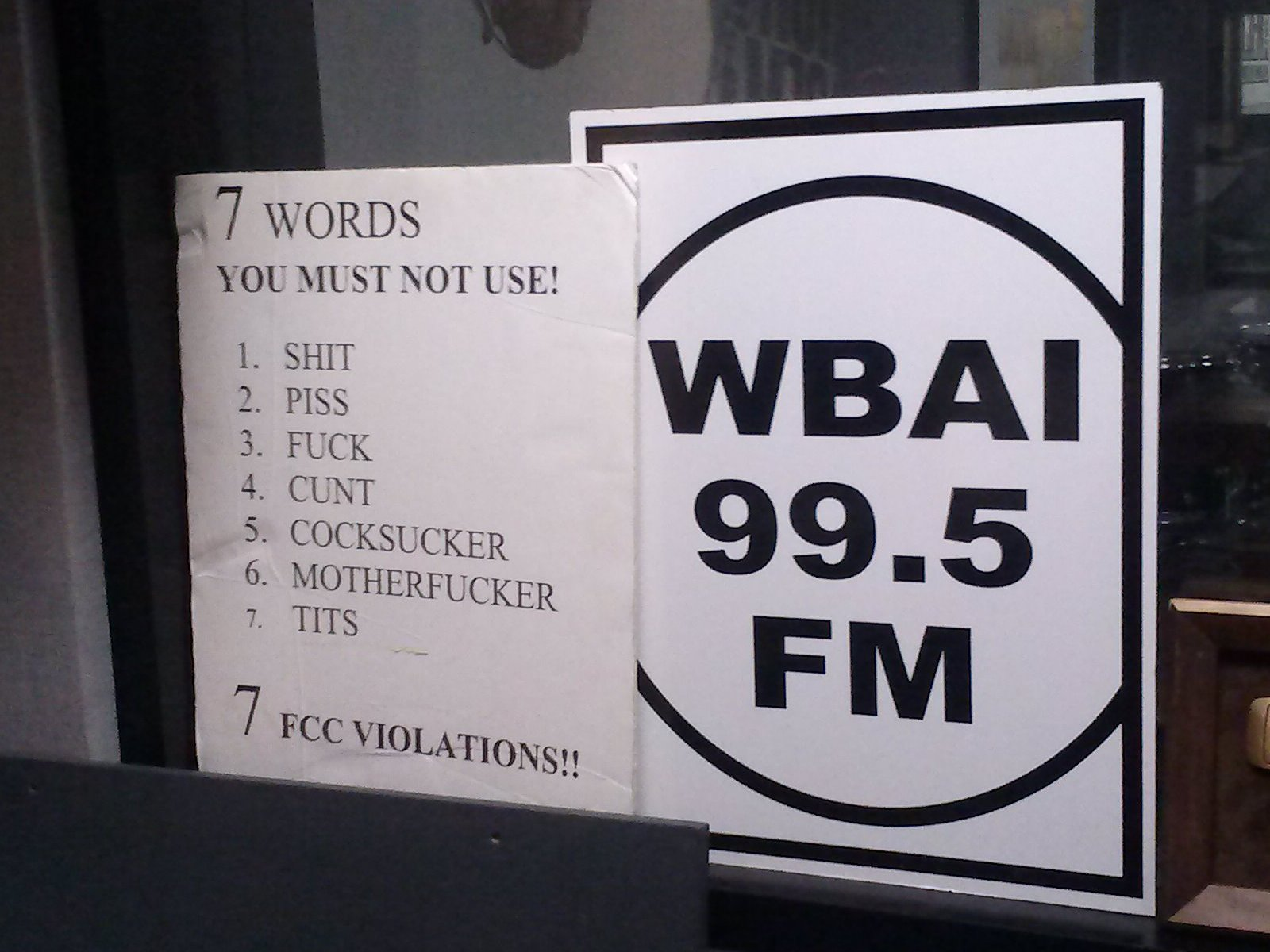
پوستری در غرفه پخش WBAI که به پخش کنندگان رادیو از استفاده از کلمات هشدار می‌دهد

هفت واژه کثیف، ۷ واژه دشنام‌گویی در بین انگلیسی‌زبانان است که جرج کارلین کمدین آمریکایی اولین بار در تک‌گویی «هفت کلمه‌ای که هرگز نمی‌توانید در تلویزیون بگویید» در سال ۱۹۷۲ آنها را نام برد. واژگان، به ترتیبی که کارلین آنها را ذکر کرده ‎«shit»، «piss»، «fuck»، «cunt»، «cocksucker»، «motherfucker»، و «tits» است.
در آن زمان، این واژه‌ها برای پخش از امواج عمومی در ایالات متحده، چه رادیو و چه تلویزیون، بسیار نامناسب تلقی می‌شدند. به همین ترتیب، از آنها در مواد متن‌دار اجتناب شده و از بوق سانسور استفاده می‌شده‌است. استانداردهای پخش در مناطق مختلف جهان، هم‌اکنون متفاوت است، اگرچه بیشتر کلمات در لیست اصلی کارلین در تلویزیون پخش شده آمریکا همچنان تابو هستند.

## کلمات
هفت کلمه اصلی که توسط کارلین نامگذاری شده‌است عبارتند از:
- گه
- شاش
- فاک
- کس
- قضیب‌لیسی
- مادربه‌خطا
- پستان

## دسترسی
کارلین چندین بار این روال را انجام داد و آن را به‌طور کامل یا جزئی در چندین مورد از سوابق خود و محصولات ویژه HBO گنجاند.